# Ladutjärnen, Ångermanland
Ladutjärnen är en sjö i Örnsköldsviks kommun i Ångermanland och ingår i Nätraåns huvudavrinningsområde. Sjön har en area på 0,0944 kvadratkilometer och ligger 290,4 meter över havet.

## Delavrinningsområde
Ladutjärnen ingår i det delavrinningsområde (702429-160655) som SMHI kallar för Utloppet av Degersjön. Medelhöjden är 240 meter över havet och ytan är 26,03 kvadratkilometer. Räknas de 14 avrinningsområdena uppströms in blir den ackumulerade arean 106,78 kvadratkilometer. Sörån som avvattnar avrinningsområdet har biflödesordning 2, vilket innebär att vattnet flödar genom totalt 2 vattendrag innan det når havet efter 54 kilometer. Avrinningsområdet består mestadels av skog (67 procent). Avrinningsområdet har 6,2 kvadratkilometer vattenytor vilket ger det en sjöprocent på 23,8 procent.